# Prêmio Contigo! de TV de 2002
Prêmio Contigo! de TV de 2002

2002
Novela:
O Clone
Atriz:
Cássia Kis Magro
Ator:
Antônio Fagundes
Autor(a):
Glória Perez
Direção:
Jayme Monjardim
Prêmio Contigo! de TV 

← 1998  ·  2003 →
O 4º Prêmio Contigo! foi uma premiação realizada em 2002, premiando os melhores de 2001.
Walter Avancini foi homenageado no evento.

## Vencedores e indicados
- Os vencedores estão em negrito.

| Melhor Novela | Melhor Autor |
| --- | --- |
| - O Clone - (Glória Perez) - A Padroeira - (Walcyr Carrasco) - Porto dos Milagres - (Aguinaldo Silva)                                                                 | - Glória Perez - (O Clone) - Walcyr Carrasco - (A Padroeira) - Aguinaldo Silva - (Porto dos Milagres)                                             |
| Melhor Atriz | Melhor Ator |
| - Cássia Kis Magro - (Porto dos Milagres) - Fernanda Montenegro - (As Filhas da Mãe) - Giovanna Antonelli - (O Clone)                                                 | - Antonio Fagundes - (Porto dos Milagres) - Murilo Benício - (O Clone) - Tony Ramos - (As Filhas da Mãe)                                          |
| Melhor Atriz Coadjuvante | Melhor Ator Coadjuvante |
| - Letícia Sabatella - (O Clone) - Elizabeth Savalla - (A Padroeira) - Nathália Timberg - (Porto dos Milagres)                                                         | - Antonio Calloni - (O Clone) - Selton Mello - (Os Maias) - Cássio Gabus Mendes - (Um Anjo Caiu do Céu)                                           |
| Melhor Atriz Revelação | Melhor Ator Revelação |
| - Mel Lisboa - (Presença de Anita) - Guta Stresser - (A Grande Família) - Rafaela Mandelli - (Malhação)                                                               | - Tadeu Mello - (Porto dos Milagres) - Dado Dolabella - (Malhação) - Leonardo Miggiorin - (Presença de Anita)                                     |
| Melhor Ator/Atriz Infantil | Melhor Vilã/vilão |
| - Carla Diaz - (O Clone) - Ana Beatriz Cisneiros - (As Filhas da Mãe) - Isabelle Drummond - (Sítio do Picapau Amarelo)                                                | - Cássia Kis Magro - (Porto dos Milagres) - Cristiana Oliveira - (O Clone) - Maurício Mattar - (A Padroeira)                                      |
| Melhor Par Romântico | Melhor Tema de Abertura |
| - Murilo Benício & Giovanna Antonelli - (O Clone) - Alexandre Borges e Cláudia Raia - (As Filhas da Mãe) - Marcos Palmeira e Flávia Alessandra - (Porto dos Milagres) | - "A Padroeira", Joanna - (A Padroeira) - "Sob o Sol", Sagrado Coração da Terra - (O Clone) - "Caminhos do Mar", Gal Costa - (Porto dos Milagres) |
| Melhor Figurino | Melhor Maquiagem |
| - Paulo Lóes & Marília Carneiro - (O Clone) | - Luiz Ferreira - (Porto dos Milagres) |
| Melhor Cenário | Melhor Diretor |
| - Raul Travassos, May Martins & Gilson Santos — (O Clone) | - Jayme Monjardim - (O Clone) - Walter Avancini - (A Padroeira) - Marcos Paulo - (Porto dos Milagres)                                             |

### Outros
| Melhor Série ou Minissérie | Melhor Atriz/Ator Cômico                                                                                   |
| --- | --- |
| - Os Normais - (Rede Globo) - Presença de Anita - (Rede Globo) - A Grande Família - (Rede Globo) - Sandy & Junior - (Rede Globo) - Os Maias - (Rede Globo) | - Zezé Polessa - (Porto dos Milagres) - Eliane Giardini - (O Clone) - Arlete Salles - (Porto dos Milagres) |
| Melhor Programa Infanto-juvenil | |
| - Malhação - (Rede Globo) | |